# Большая глубина
«Большая глубина» (англ. The Deep Range) — научно-фантастический роман английского писателя Артура Кларка. Впервые опубликован в 1957 году. Роман основан на одноимённом рассказе 1954 года.

## Сюжет

### Часть 1. Ученик
Дону Берли — смотрителю участка Тихого океана, где паслись киты, дали стажёра Уолтера Франклина, бывшего астронавта. Уолтер во время аварии в космосе испытал сильнейший стресс. Будучи не в состоянии ещё раз оказаться в космосе, он был вынужден остаться на Земле, а его семья — на Марсе. Уолтер выбрал для работы другую среду — океан. Пройдя испытания, едва не покончив с собой, Уолтер справляется со всеми проблемами и становится специалистом — смотрителем китовых стад, которые обеспечивают седьмую часть всех пищевых потребностей человечества.

### Часть 2. Смотритель
Смотритель Уолтер Фраклин уже 5 лет работает в океане. Он полностью восстановил душевное равновесие и обзавёлся новой семьёй вместо оставшейся на Марсе. Однажды возникла проблема — в океане появился очень крупный кальмар, регулярно убивающий кашалотов в глубоководных схватках. Франклин с Доном сумели поймать его и доставить на поверхность. После этого случая Франклин решил заняться одной из загадок океана — поймать таинственного «морского змея», которого смотрители иногда засекают гидролокатором, но никто никогда не видел вблизи. Он организовывает экспедицию, но когда цель была почти достигнута, Дон Берли погибает в своей подлодке из-за землетрясения, обрушившего подводную гору, а «морской змей» ускользает.

### Часть 3. Чиновник
Франклин работает уже 15 лет и поднялся на руководящую должность начальника Китового отдела. Теперь он должен обосновать необходимость выращивания китов для их последующей переработки на мясо, против которого выступает влиятельный буддийский лидер Маханаяке Тхеро. Дискуссии о реформировании Китового отдела прерываются необходимостью спасти подводную лодку, попавшую в ловушку на большой глубине, и Франклин лично берётся это сделать. Для этого ему приходится проявить героизм, спустившись в акваланге на глубину 1100 футов и выполнить работу, борясь с глубинным опьянением. Вернувшись героем, он неожиданно для себя принимает сторону Тхеро и соглашается перепрофилировать свой отдел на производство китового молока вместо забоя китов на мясо.
Проходит ещё несколько лет, и восемнадцатилетний сын Уолтера по стопам отца отправляется работать в космос.

## Приём критиков
Рецензент Galaxy Флойд Гейл высоко оценил роман, назвав его «свежим и ярким, как рассвет над тропическим морем».

## Публикации
- Артур Кларк. Библиотека современной фантастики. Том 6. Артур Кларк. — М.: Молодая гвардия, 1966. — Т. 6. — 320 с. — (Библиотека современной фантастики). — 215 000 экз.
- Артур Кларк. Остров Дельфинов. Большая глубина. Рассказы. — М.: Пресса, 1992. — 480 с. — (Мир приключений). — 200 000 экз. — ISBN 5-253-00278-2.
- Артур Кларк. Пески Марса. — СПб.: Северо-Запад, 1993. — 607 с. — (Science Fiction (зарубежные авторы)). — 100 000 экз. — ISBN 5-8352-0111-7.
- Артур Кларк. Миры Артура Кларка. Лунная пыль. — Рига: Полярис, 1998. — 384 с. — (Миры Артура Кларка). — 7000 экз. — ISBN 5-88132-354-8.
- Артур Кларк. Город и звезды. — М.: Эксмо, 2010. — 688 с. — (Весь Кларк). — 5000 экз. — ISBN 978-5-699-39974-1.

Также небольшой отрывок из романа под названием «Очевидно, так оно и будет» публиковался в журнале «Сельская молодёжь», в номере 10 за 1967 год.